# Caraguatatuba (gemeente)
Caraguatatuba is een gemeente in de Braziliaanse deelstaat São Paulo. De gemeente telt  116.786 inwoners (schatting 2017).
De plaats is de zetel van het rooms-katholieke bisdom Caraguatatuba.

## Aangrenzende gemeenten
De gemeente grenst aan Natividade da Serra, Paraibuna, Salesópolis, São Sebastião en Ubatuba.

## Verkeer en vervoer
De plaats ligt aan de noord-zuidlopende weg BR-101 tussen Touros en São José do Norte. Daarnaast ligt ze aan de wegen SP-055 en SP-099.